# Die Geschichte von Sinuhe
Die Geschichte von Sinuhe ist ein im Original titelloses Werk der altägyptischen Literatur aus dem Anfang der 12. Dynastie des Mittleren Reichs (ca. 1900 v. Chr.). Der unbekannte Autor der Dichtung schildert in Form einer Ich-Erzählung die vermutlich fiktive Lebensgeschichte des Hofbeamten Sinuhe, der nach dem Tod des Königs (Pharao) Amenemhet I. in Panik gerät und nach einer abenteuerlichen Flucht schließlich in der Region Palästina sesshaft wird. Doch im Alter wird er von Heimweh geplagt. Tatsächlich bittet ihn Sesostris I., wieder heimzukehren, da er dessen Unschuld am Tode seines Vaters Amenemhet erkannt habe. Daraufhin kehrt Sinuhe nach Ägypten zurück und wird dort mit allen Ehren empfangen.
Die Erzählung hat einen starken Bezug zum Königshof von Sesostris I. und wird teilweise als eine Art Propaganda angesehen, welche die Loyalität zum König betonen soll. Daneben scheint die Identität als Ägypter, insbesondere im Spiegelbild des Auslands, und der Wunsch, als Ägypter begraben zu werden, eine besondere Rolle zu spielen.
Die meisten Ägyptologen stimmen darin überein, dass es sich um ein Meisterwerk der ägyptischen Literatur und die bekannteste Erzählung aus dem Alten Ägypten handelt, für Richard Parkinson allerdings auf Kosten von anderen, weniger zugänglichen Werken. Sie wurde noch lange nach ihrer Entstehung gelesen und weiterverbreitet. In moderner Zeit fand sie Eingang in die Literatur und das Medium Film.

## Überlieferung und Datierung
Die Erzählung ist auf zurzeit 36 bekannten Handschriften überliefert (8 Papyri und 28 Ostraka). Alle stammen aus dem Mittleren oder Neuen Reich und wurden in hieratischer Schrift, der Kursivschrift der Hieroglyphen, und in mittelägyptischer Sprache verfasst. Meist wird sie anhand Transkriptionen in die Hieroglyphen übersetzt. Als Standard-Edition gilt seit 1990 jene von Roland Koch.

### Entstehungszeit
Die Handlung der Sinuhe-Erzählung endet in den späten Regierungsjahren von Sesostris I. (regierte ca. 1956 bis 1910 v. Chr.), womit der frühestmögliche Entstehungszeitpunkt (Terminus post quem) gegeben ist. Die älteste überlieferte Handschrift (Papyrus Berlin 3022) datiert etwa 100 bis 150 Jahre später, in die zweite Hälfte der 12. Dynastie. Damit ist der spätestmögliche Entstehungszeitpunkt (Terminus ante quem) gegeben. Aus inhaltlichen Gründen wird im Allgemeinen angenommen, dass das Werk unmittelbar nach den geschilderten Ereignissen entstanden ist, möglicherweise noch während der Regierungszeit von Sesostris I. oder kurz danach.

### Handschriften des Mittleren Reiches

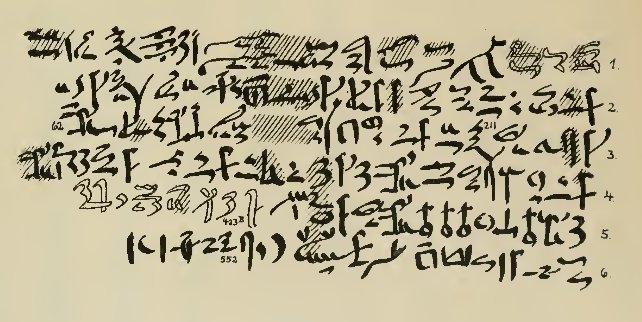
Beginn der Geschichte von Sinuhe nach Papyrus Berlin 10499 in einer Edition von Georg Möller

Die vollständigste und wohl älteste erhaltene Handschrift der Sinuhe-Erzählung ist der Papyrus Berlin 3022 (abgekürzt B). Er wurde vermutlich in einem thebanischen Privatgrab gefunden und datiert in die zweite Hälfte der 12. Dynastie; aufgrund eines Schreibfehlers zu Beginn des Briefs wird die Regierungszeit eines Königs mit dem Namen Amenemhet angenommen, womit Amenemhet II. und Amenemhet III. in Frage kämen. Ebenfalls aus Theben, aus einem Grab in der Nähe des späteren Ramesseums, stammt der Papyrus Berlin 10499 (abgekürzt R). Zusammengenommen bieten die beiden Papyri B und R den Text von Anfang bis Ende, und nach deren Zeilen- und Spalteneinteilung wird die Erzählung üblicherweise zitiert (R1–R24, B1–B311). B und R sind mehr als ein Jahrhundert jünger als die erste Niederschrift und weichen etwas von diesem (nicht mehr erhaltenen) Urtext ab.

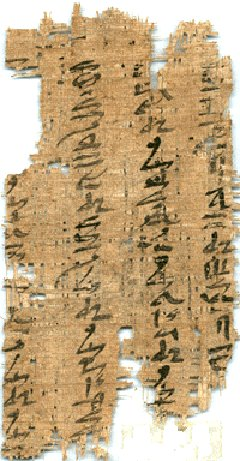
Papyrus UC 32773 (auch Papyrus Harageh 1) aus Harageh, heute im Petrie Museum

Vermutlich ebenfalls in die späte 12. Dynastie datieren zwei Papyrusfragmente mit nur wenigen Zeilen Text. Diese stammen aus Al-Lahun, das am östlichen Taleingang des Fayyum-Beckens liegt und sich in der direkten Umgebung des Regierungszentrums des Mittleren Reichs befand. Einen Großteil dieser Lahunpapyri entdeckte Flinders Petrie 1888–89, darunter vermutlich auch Papyrus UC 32106C, dessen Fundort nicht genau vermerkt wurde, der aber wohl zu einem Archiv mit literarischen und nichtliterarischen Texten gehörte. Der Text des Sinuhe befindet sich auf dem Verso; das Recto enthält einen unbekannten, vermutlich ebenfalls literarischen Text. Papyrus UC 32773 (auch Papyrus Harageh 1, abgekürzt H) wurde in der Nekropole von Harageh von Reginald Engelbach gefunden und stammt womöglich aus einem Grab.
Paläografisch lässt sich auch Papyrus Buenos Aires (abgekürzt BA), ein weiteres Fragment mit der Erzählung, in die 12. Dynastie datieren, allerdings ist über dessen Herkunft und Umstände des Erwerbs nichts bekannt.

### Handschriften des Neuen Reiches
Der sehr fragmentarische Papyrus Moskau 4657 (abgekürzt G) enthält nur Passagen vom Anfang der Erzählung. Er wurde um 1900 vom russischen Ägyptologen Wladimir Semjonowitsch Golenischtschew angeblich in Luxor gekauft, über die Fundumstände ist allerdings nichts bekannt. Nach inhaltlichen Kriterien wurde auch schon eine Herkunft aus dem Norden angenommen, etwa aus Memphis, allerdings spricht die Ähnlichkeit zu den Papyri aus Deir el-Medina doch für eine Herkunft aus Theben. Paläografisch lässt er sich in die späte 18. oder 19. Dynastie datieren.
Ein weiterer Papyrus des Neuen Reiches ist der Papyrus Turin CGT 54015
Die 28 bisher bekannten Ostraka stammen wohl hauptsächlich aus dem Schulbetrieb des Neuen Reiches in Theben West, in der Schreibschule der Nekropolenarbeiter von Deir el-Medina, wenn auch einige davon bei Gräbern gefunden wurden, darunter zwei im Grab des Sennedjem. Sie datieren wahrscheinlich alle in die Ramessidenzeit. Die meisten enthalten kurze Schreibübungen, meist vom Anfang der Erzählung, in denen die Schüler vor allem die Kalligraphie und die Gliederung (Rubra und Verspunkte) eines klassischen Textes in klassischer Sprache erlernen sollten.
Einzig das Ashmolean Ostrakon (abgekürzt AOS) ist länger und bietet auf seiner Vorder- und Rückseite ca. 90 % der Erzählung. Möglicherweise diente es in einem Archiv aufbewahrt als Vorlage für die Schreibübungen der Schüler.
Nur das Ostrakon Senenmut 149 (abgekürzt S) stammt von einem anderen Ort in Theben-West, nämlich vom Grab des Senenmut (TT71) bei Deir el-Bahari, und datiert somit in die Zeit der Hatschepsut und des Thutmosis III. (frühe 18. Dynastie). Daneben gibt es keine direkten Zeugen für eine Beschäftigung mit dem Text in der 18. Dynastie, was aber vermutlich an der Überlieferungssituation liegt. So lassen Zitate in den Grabinschriften dieser Dynastie keinen Zweifel, dass die Erzählung auch zu dieser Zeit intensiv gelesen wurde, und auch das Ashmolean Ostrakon enthält Spuren einer Redaktion, die unter der Herrschaft Echnatons erfolgt sein muss.

### Tradierung bis in die Spätzeit

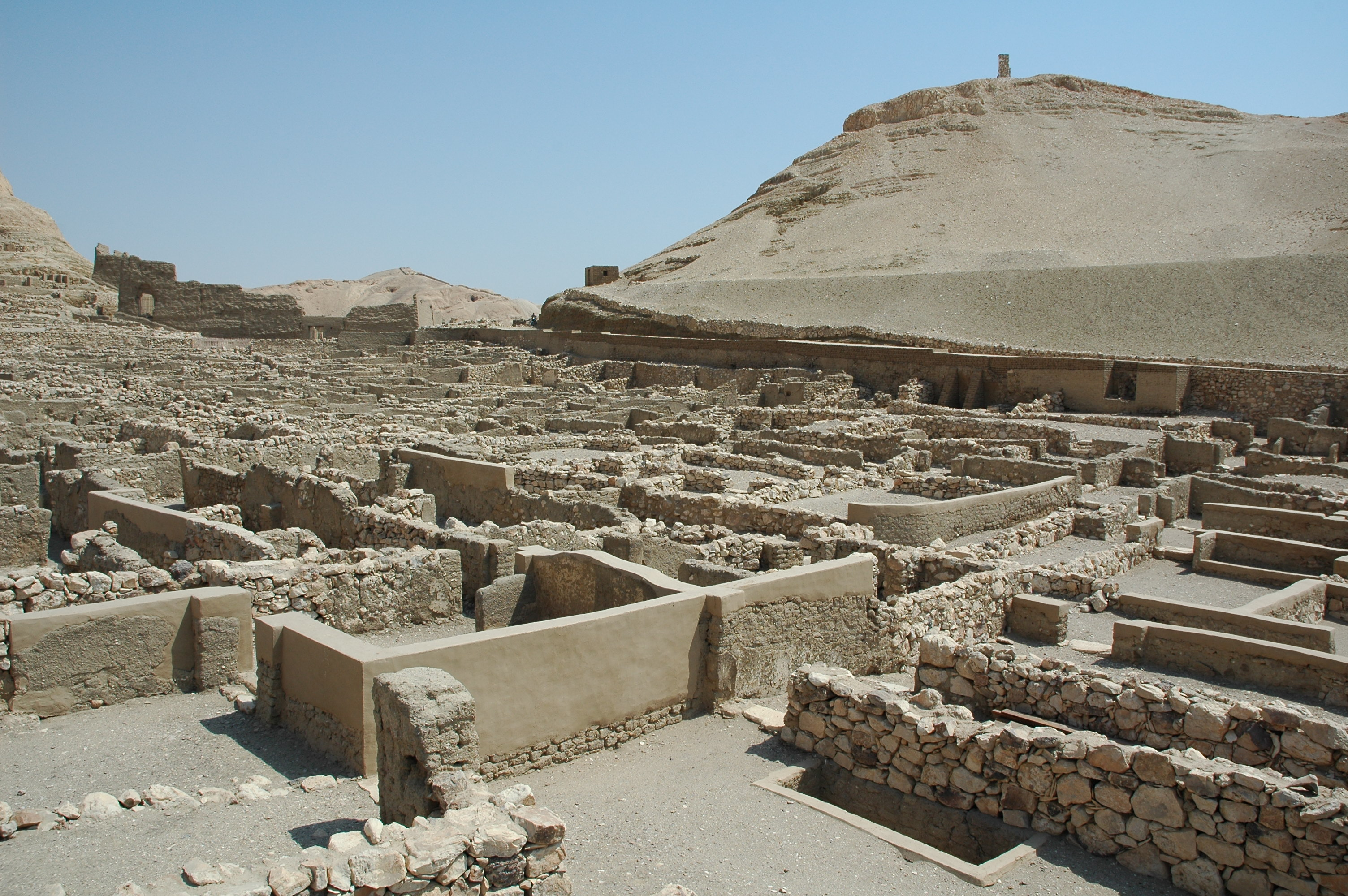
Die Arbeitersiedlung Deir el-Medina, wo die Sinuhe-Erzählung offenbar als Schultext verwendet wurde.

Ludwig D. Morenz sieht die Erzählung als Paradebeispiel für die Integration verschiedener Themen und Stile und als eine regelrechte „Buchausgabe“, die wohl bereits im Mittleren und im Neuen Reich in Privat-Bibliotheken aufbewahrt wurde. Somit zählte sie zum allgemeinen Bildungsgut. Eberhard Otto spricht von einem „lehrhaften Stück“, eine amüsante „historische“ Erzählung, die im Grunde immer aktuell blieb und deren Sprache als Musterbeispiel „klassischer“ Formen zu lernen immer nützlich war.
Bei den vielen Ostraka mit Zitaten literarischer Texte, die in Deir el-Medina gefunden wurden, handelt es sich nach herkömmlicher Ansicht um Schreibübungen von Schülern. Nach anderer Meinung sind es Texte, die von gebildeten Arbeitern angefertigt und aufbewahrt wurden. Allerdings ist es unwahrscheinlich, dass so vielfach zitierte Texte wie das Buch Kemit aus bloßem Interesse an Literatur gelesen wurden. Außerdem wurden die literarischen Texte teilweise so stark entstellt, als seien sie nicht immer von den Schreibern (bzw. Schülern) verstanden worden.
Zitate und Anspielungen in königlichen und privaten Inschriften des zweiten und ersten Jahrtausend v. Chr. zeigen, dass die Beliebtheit weder auf den Schreiberstand noch auf das Neue Reich beschränkt war. Zwar sind für die Zeit nach dem Neuen Reich keine weiteren Handschriften überliefert, doch die Tradierung anderer „klassischer“ Werke bis in die 27. Dynastie legt nahe, dass auch Sinuhe weiterhin kopiert wurde. Die Siegesstele des Pianchi aus der kuschitischen 25. Dynastie enthält gewisse Anspielungen auf die Sinuhe-Erzählung. Das späteste bekannte Zitat stammt vermutlich aus der Biographie des Udja-Hor-Resnet, der während der Perserzeit (525–401 v. Chr.) lebte:

„Die Barbaren (ḫ3stjw) brachten mich von Land zu Land (m ḫ3st r ḫ3st) und geleiteten mich nach Ägypten, wie der Herr der beiden Länder es befohlen hatte.“

## Inhalt

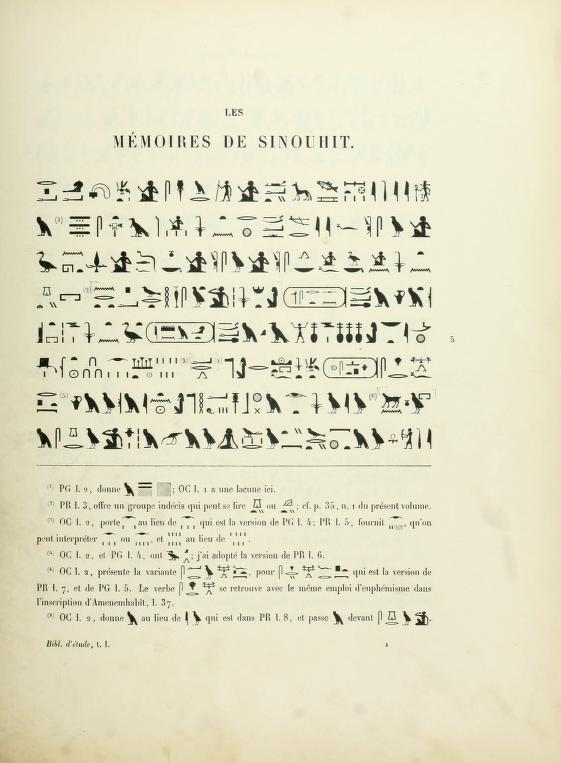
Beginn der Erzählung in hieroglyphischer Transkription, Publikation von Gaston Maspero 1908

Am Anfang werden im Stil einer autobiographischen Grabinschrift Sinuhes Name und Titulatur genannt, die er an seinem Lebensende trägt: Der Graf und Fürst, der königlich unterägyptische Siegelbewahrer und einzige Freund (des Herrschers), der Richter und Verwalter in den Ländern der Asiaten, der wirkliche Bekannte des Königs, den er liebt, der Gefolgsmann, Sinuhe (Sohn der Sykomore). Die eigentliche Erzählung beginnt mit dem Tod des Königs Amenemhet I. am 7. Achet III im 30. Regierungsjahr, wobei der große Kummer des Volkes beschrieben wird, nicht aber der Grund für den plötzlichen Tod, die Beschreibung passt aber gut zur Lehre des Amenemhet, nach der Amenemhet I. bei einem Attentat im Harem starb.
Der „Kronprinz“ Sesostris I. ist gerade auf dem Rückweg von einem Libyenfeldzug, den er als Kommandant geleitet hat, als ihn Boten mit der Nachricht vom Tod seines Vaters erreichen. Ohne zu zögern und ohne sein Heer zu informieren, eilt Sesostris zur Residenz, um sich um die Regelung der Nachfolge zu kümmern. Als man auch nach den anderen Königskindern mit der Todesnachricht schickt, erfährt Sinuhe dies zufällig und ergreift daraufhin die Flucht. Detailreich beschreibt er seine Bestürzung und Panik, ohne ein genaues Motiv seiner überstürzten Flucht anzugeben.
Die Flucht führt ihn durch verschiedene Orte und Länder. Er erreicht die Grenze zum vorderasiatischen Raum bei Wadi Tumilat, wo er sich zunächst aus Angst, von einem Wärter (Wächter?) gesehen zu werden, in einem Gebüsch versteckt, bis er nachts den heimlichen Grenzübertritt wagt, indem er die sogenannten „Mauern des Herrschers“ überwindet. Wenig später schildert er eindrücklich die Erfahrung seiner Todesnähe, als er fast verdurstet und im letzten Moment von Beduinen gerettet wird.

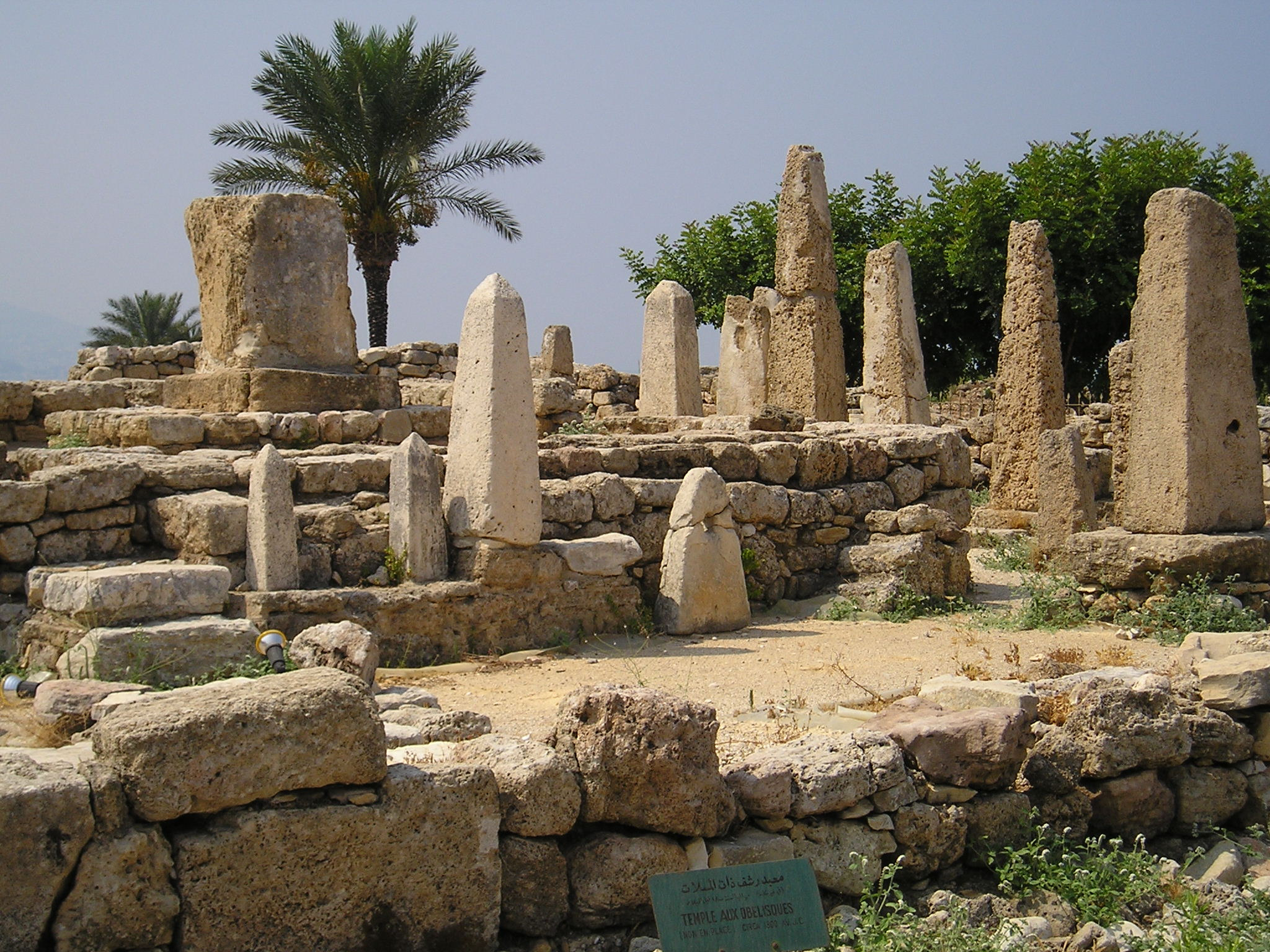
Tempel der Obelisken in der Stadt Byblos, einer Station auf Sinuhes Flucht

Anschließend reist Sinuhe weiter nach Byblos, bis ihn Amunenschi, der Herrscher von Ober-Retjenu (Bergland von Syrien-Palästina), bei sich aufnimmt. Als ihn Amunenschi über den Grund seiner Flucht befragt, antwortet Sinuhe m jwms, wie er es nennt, also in Unwahrheit oder Halbwahrheit und sagt, dass er nicht wisse, was ihn in dieses fremde Land gebracht habe, es war wie ein Plan eines Gottes. Als sich Amunenschi nach der Situation in Ägypten erkundigt, hebt Sinuhe zu einer Eulogie auf König Sesostris an, in der er ihn als heldenhaften Krieger, furchtlos vor den Fremdländern und unglaublich beliebt in seinem Land schildert. Darauf führt ihm Amunenschi aber die Realität seiner Situation vor Augen: Nun, Ägypten hat es gut, da es weiß, dass er kraftvoll ist. Siehe, du bist (nun aber) hier, du bist bei mir. Gut ist, was ich dir tue. Amunenschi erweist sich als großzügig, ernennt ihn zum Fürsten und Befehlshaber der Armee, gibt ihm seine Tochter zur Frau und ein Stück fruchtbares Land im Grenzgebiet namens Jaa, welches Sinuhe als eine Art „Schlaraffenland“ schildert. So gründet Sinuhe eine Familie und verbringt viele Jahre in diesem Land.

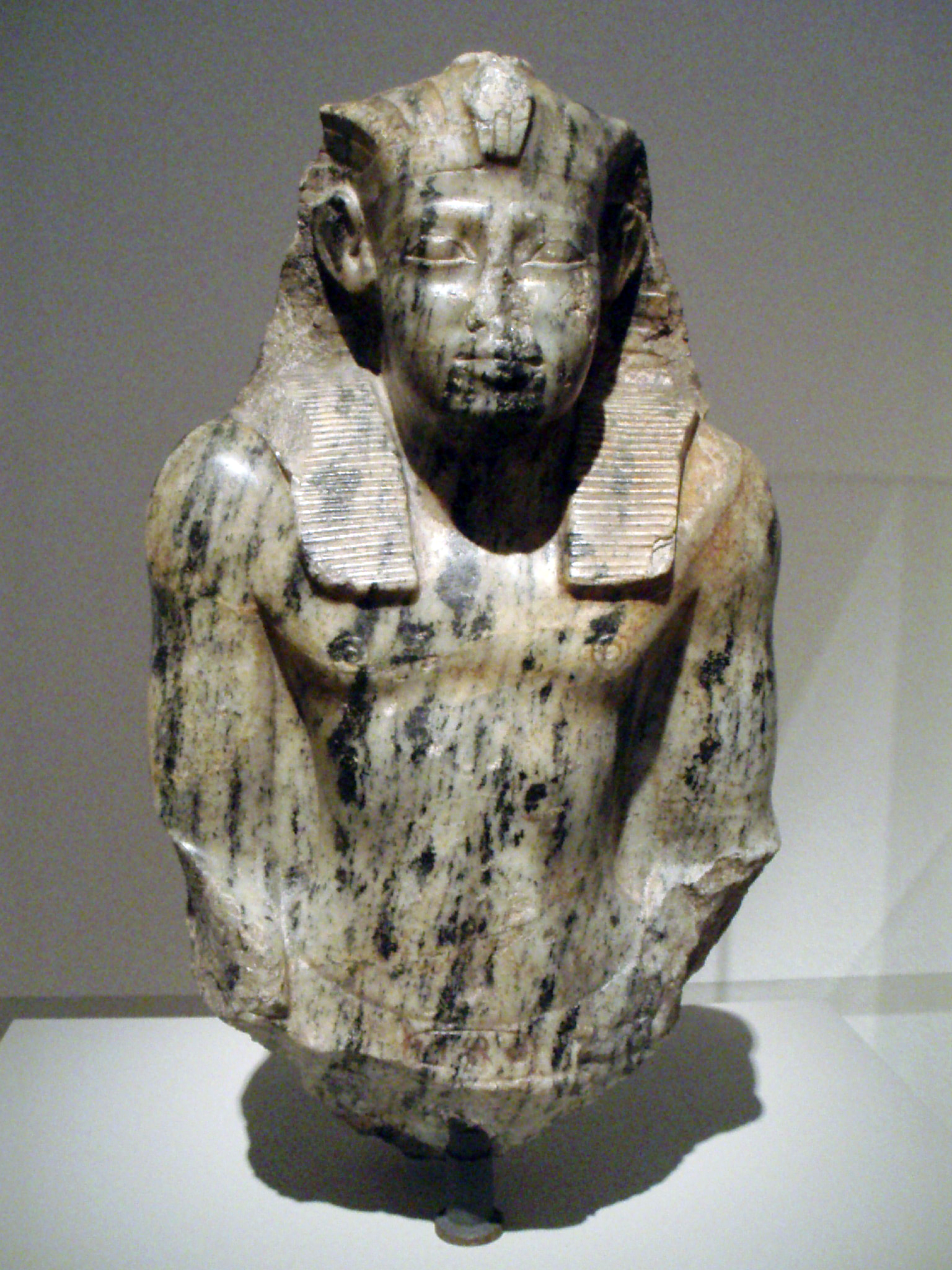
Sesostris I., Amenemhets Nachfolger, der Sinuhe bittet, wieder nach Ägypten zu kommen.

Ein zentraler Vorfall und Wendepunkt der Geschichte ist Sinuhes Duell mit einem lokalen Herausforderer, dem Starken von Retjenu, einem namenlosen Mann, der schon ganz Retjenu bezwungen hat. Dieser plant, Sinuhe zu berauben, und fordert ihn zum Kampf heraus. Sinuhe besiegt den Starken von Retjenu, was ihm noch mehr Reichtum und Ansehen bringt. Ironischerweise löst dies in Sinuhe einen inneren Konflikt aus und er verspürt plötzlich Heimweh nach Ägypten und betet zu den Göttern: Sicher wirst du geben, dass ich den Ort sehe, an dem mein Herz weilt! Was ist größer, als dass mein Leichnam mit dem Land vereinigt wird, in dem ich geboren bin?
Fast schon wie durch ein Wunder werden Sinuhes Gebete erhört und er empfängt einen Brief des Königs Sesostris, welcher ihn bittet, wieder nach Ägypten zu kommen, da er nichts Schlechtes verübt habe. In seinem Antwortbrief beteuert Sinuhe zum wiederholten Male seine Unschuld und dass er seine Flucht nicht beabsichtigt habe und nicht aus eigenem Antrieb geflohen sei, sondern diese in einem traumartigen Zustand erfolgte, als ob ein Gott sie veranlasst habe.

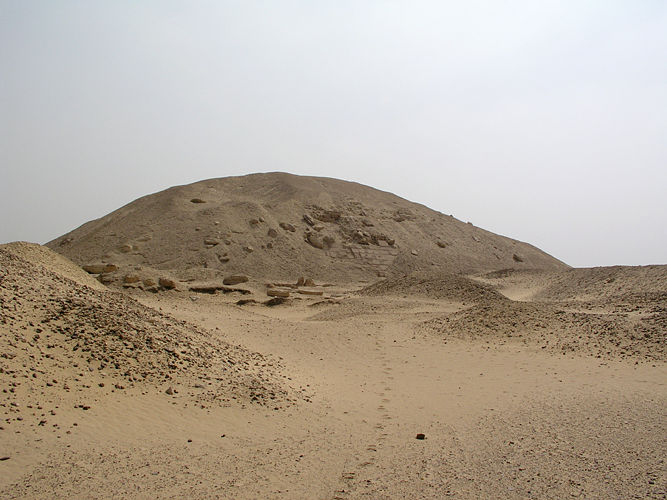
Pyramide des Sesostris I., in deren Bezirk Sinuhe eine Steinpyramide errichten durfte.

Darauf reist Sinuhe auf dem Horusweg nach Süden und gelangt in die Hauptstadt Itj-taui. Als ihn der König zur Audienz im Palast empfängt, wirft er sich vor diesem auf den Boden und hat einen todesähnlichen Kollaps: Ich war wie ein Mann, der gepackt wird von der Dämmerung, meine Seele war vergangen, mein Leib war ermattet, mein Herz, es war nicht in meinem Körper. Ich wusste <nicht> das Leben vom Tod zu unterscheiden. Sinuhe wird aufgehoben und die Königin und die Königskinder werden gerufen, die erneut um Gnade für Sinuhe bitten, worauf der König diese gewährt und veranlasst, dass Sinuhe wieder die Stellung eines Hofbeamten innehaben wird. Der König lässt ihm auch eine Steinpyramide in seinem Pyramidenfeld errichten, die unter anderem mit einer aus Gold überzogenen Statue ausgestattet wird.

## Form und Stilistik
Unter Ägyptologen besteht weitgehend darin Einigkeit, dass die Geschichte in Versen (und nicht in Prosa) geschrieben ist, deren Charakter jedoch unterschiedlich aufgefasst wird. Gerhard Fecht hat vorwiegend den Mittelteil nach seinen Regeln der Metrik gegliedert. Ein erfolgversprechenderer Weg scheint die Einteilung der Verse nach Sinneinheiten zu sein. So sieht Miriam Lichtheim wie in der biblischen Literatur im parallelismus membrorum ein grundlegendes Formprinzip. Nach John Foster erstreckt sich die Vollendung des Parallelismus mehrheitlich auf ein Verspaar, das er Thought Couplet („Gedankenpaar“) nennt. In diesem wird der Gedanke eines Satzes oder Satzteils im Nachfolgenden mit anderen Worten wiederholt oder ausgebaut.
Das folgende Textbeispiel (Beschreibung des Landes Jaa) veranschaulicht die Einteilung der Verse in Thought Couplets, wie sie John Foster vornimmt:

„Ein gutes Land ist es, Jaa ist sein Name,
es gibt nicht Seinesgleichen auf Erden.

Feigen sind in ihm und Weintrauben
(und) mehr Wein hat es als Wasser.

Reichlich ist sein Honig, zahlreich seine Moringaölbäume
(und) jegliche Früchte sind auf seinen Bäumen.

Gerste ist in <ihm> und Emmer,
es gibt (auch) kein Ende jeglichen Viehs.

Reichlich war auch das, was mir zukam,
zusammen mit dem, was hereinkam wegen meiner Beliebtheit.“

Jan Assmann ist es gelungen, auf Grund der in mehreren Handschriften überlieferten Rubren ein zu den Versen übergeordnetes Einteilungsschema herauszuarbeiten. Demnach besteht der Text aus 40 Perikopen (größere Abschnitte von Versen) unterschiedlicher Länge, deren Grenzen durch Rubren bestimmt sind. Weiter lässt sich eine Gliederung in 5 Abschnitte zu je 8 Perikopen vornehmen: I. Die Flucht, II. Sinuhe und Amunenschi, III. Die Wende, IV. Der Briefwechsel zwischen dem König und Sinuhe und V. Heimkehr. Über den Sinn dieser Einteilung in 5 Abschnitte reflektiert Assmann:

„Die Abschnitte I, III und V bringen die Erzählung voran, nach der universellen Dreiteilung jeder Geschichte in arché (Exposition), peripateia (Wende, Komplikation) und lysis (Auflösung) in drei klar voneinander abgesetzten Schritten. Die Abschnitte II und IV halten die Erzählung auf und loten in reflektierenden, als (mündlicher und schriftlicher) Dialog gestalteten Perikopen den Sinnhorizont des Geschehens aus. I und V stehen sich kontrastiv gegenüber: schmachvolle Flucht und Ausgliederung aus der Gemeinschaft, ehrenvolle Rückkehr und Wiedereingliederung in die ägyptische Gesellschaft. Der Mittelabschnitt III enthält in seiner mittleren, durch Überlänge hervorgehobenen Perikope Höhepunkt und Wende der Geschichte: den Zweikampf mit dem „Starken von Retenu“.“

## Historischer Bericht oder literarische Fiktion?

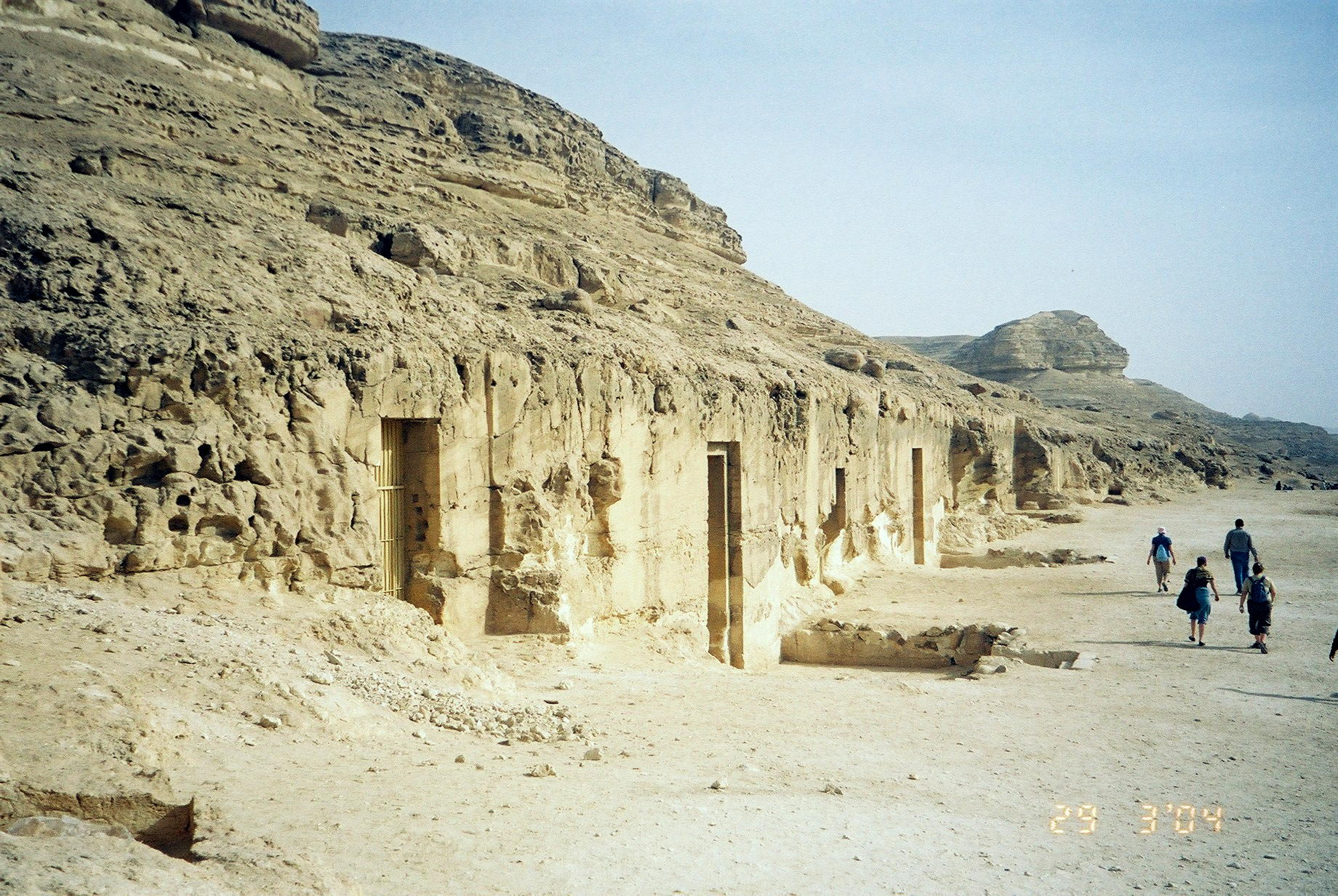
Felsgräber in Beni Hasan aus dem Mittleren Reich, typische Beamtengräber mit langen autobiographischen Inschriften

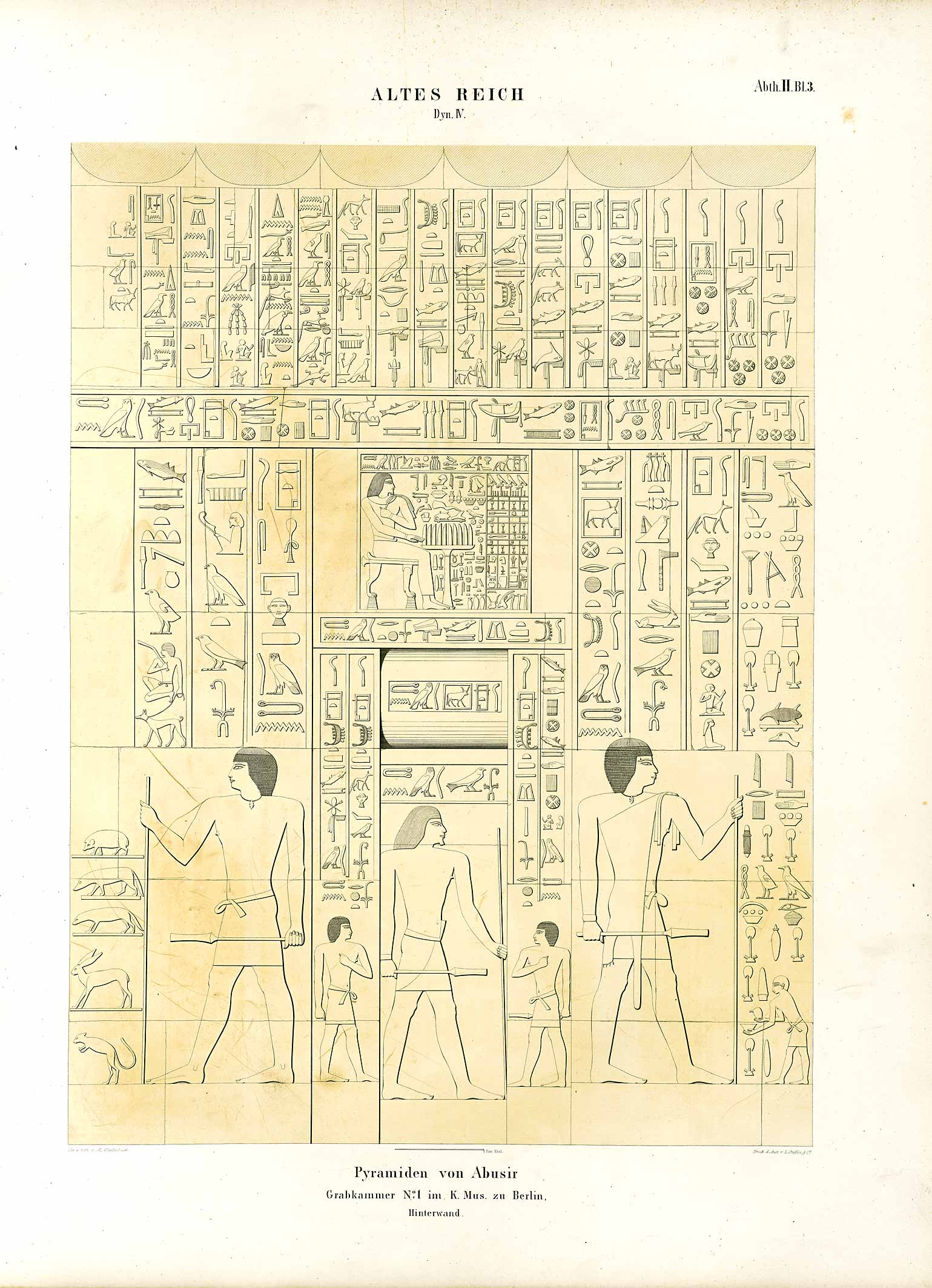
Scheintür aus der Mastaba des Metjen (Altes Reich, 3. Dynastie), die erstmals belegbare autobiographische Grabinschriften enthielt.

Außerhalb des literarischen Rahmens hat man bisher keinen Hinweis auf die Existenz Sinuhes gefunden. Obwohl der Name „Sinuhe“ im Mittleren Reich mehrmals belegt ist, ist der Sinuhe dieser Erzählung historisch nicht fassbar. Trotzdem wurde immer wieder vermutet, dass es sich um eine historische Persönlichkeit handelt, da die Erzählung im Stil einer autobiographischen Grabinschrift gestaltet ist. Diese Gattung entstand in den Beamtengräbern des Alten Reichs (um 2500 v. Chr.) und bestand einerseits aus der „Laufbahnbiographie“, in der sich die Beamtenlaufbahn ablesen lässt und der „Idealbiographie“, in der sich der Verstorbene seiner guten Taten rühmt und die sich an der Norm der Maat orientiert: In der Identitätspräsentation der Idealbiographie erscheint der einzelne nicht als Individuum, sondern als vollkommener Baustein in jenem Ordnungsgefüge, das mit dem Begriff Maat gemeint ist. Seit dem Ende des Alten Reichs (mit dem Zusammenbruch der königlichen Zentralgewalt) rückte die persönliche Leistung in den Vordergrund der autobiographischen Berichte. Sie werden erweitert und neben den „weisheitlichen Diskurs der Idealbiographie“ treten vermehrt auch historische Details, so dass sie den literarischen Texten immer näher kommen.
Zuletzt äußerte 1996 Kenneth A. Kitchen die Vermutung, dass die Geschichte eine echte Autobiographie zur Grundlage hat, die vom Grab eines Sinuhe im Pyramidenbezirk des Sesostris auf Papyrus kopiert und weiterverbreitet worden sei. Typische Elemente der Gattung der autobiographischen Grabinschrift sind die Einleitung mit Titeln, Name und „Er sagt“, auf die eine Ich-Erzählung folgt, sowie die Einbettung anderer literarischer Formen wie Königshymnus und Königsbrief. Die höchst spezifischen Bezüge zu echten zeitgenössischen Herrschern in Ägypten und im Ausland stellen nach Kitchen die Erzählung neben reale Abenteurer wie Harchuf und ungleich zu den fiktionalen Werken gibt es kein Es-war-einmal-Element, keine Anonymität der Hauptcharaktere, keine Vagheit über Orte und keine Phantastereien oder magische Wunder.
Allerdings geht die Erzählung mit weiteren Gattungen wie Klagelied, Privatbrief und Kulthymnus und in Umfang, Stil und Intention erheblich über die Form der Autobiographie hinaus, so ist sie etwa doppelt so lang wie die autobiographische Inschrift des Chnumhotep II. in Beni Hasan, der längsten aus dem Mittleren Reich. Nach Jan Assmanns Auffassung gibt sich die Erzählung als Kopie einer autobiographischen Grabinschrift, um sich durch diese Einkleidung die in dieser Gattung liegenden literarischen Möglichkeiten zunutze zu machen. Demnach ist das Grab in vieler Hinsicht die „Vorschule“ der Literatur. Der Schreiber des literarischen Textes als eines „literarischen Faktums“ orientiert sich am Modell der autobiographischen Grabinschrift als einem „Ausgangstyp“ bzw. einem „außerliterarischen Faktum“.
Allgemein ist es für Antonio Loprieno Zeichen fiktionaler Schöpfung, wenn ein Text außerhalb seines vorgegebenen Rahmens auftritt – so erscheint zum Beispiel mit Sinuhe ein autobiographischer Text außerhalb des Grabes. Bill Manley meint, dass die Frage nicht so wichtig sei, ob Sinuhe nun der Dichtung oder der Wahrheit entspringt: Sollte es Sinuhe tatsächlich gegeben haben, dann hat man ihn literarisch so nachhaltig verklärt, dass von seinem wirklichen Leben ohnehin nur eine Romanfigur übrig geblieben ist.

## Historischer Hintergrund
Die Handlung der Sinuhe-Erzählung findet zu Beginn der altägyptischen 12. Dynastie statt und wurde schon oft als historische Quelle für diese Zeit herangezogen. Dies ist nicht immer unproblematisch, aber sie schwebt auch nicht im historisch luftleeren Raum und deckt sich oft mit anderen Quellen wie der Lehre des Amenemhet.

### Die frühe 12. Dynastie
Gegen Ende des Alten Reichs nahm die Macht und Unabhängigkeit des Beamtentums zu und die Herrschaftsgewalt des Königs immer mehr ab. Es fand ein schleichender Verlust der göttlichen Würde des Königs statt, und der Verlust der königlichen Zentralgewalt (um 2200 v. Chr.) leitete schließlich die Erste Zwischenzeit ein. Diese war ein tiefer geistiger und politischer Einschnitt in der ägyptischen Geschichte. Erst Mentuhotep II. konnte die Zentralgewalt um 2025 v. Chr. wiederherstellen und die thebanische 11. Dynastie wurde zur neuen Reichsdynastie. Nach dieser eher kurzlebigen Dynastie folgte auf Mentuhotep IV. Amenemhet I. als erster König der 12. Dynastie.
Man war nun bestrebt, nach dem Vorbild des Alten Reichs wieder ein Königtum zu erschaffen, das die absolute Loyalität des Beamtentums forderte und an eine Zeit anzuknüpfen, als das Königtum noch uneingeschränktes Gottkönigtum war. So wurden die Pyramiden als Grabform wieder aufgenommen und die Residenz nach Itj-taui in der Nähe von Memphis, der Residenz des Alten Reichs, verlegt.
Als großes Problem dieser neuen Dynastie stellte sich die Frage der Legitimation als König, da Amenemhet I. nicht königlicher Abstammung war. Er begann seine Karriere am Hof Mentuhoteps IV. und stieg unter diesem zum Wesir auf. Möglicherweise hatte Mentuhotep IV. keine Nachfolger hinterlassen, so dass Amenemhet I. als ranghöchster Mann im Land den Thron bestieg – sicher nicht ohne Widerstände.

### Koregentschaft von Amenemhet I. mit Sesostris I.

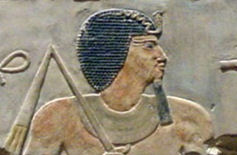
König Amenemhet I.

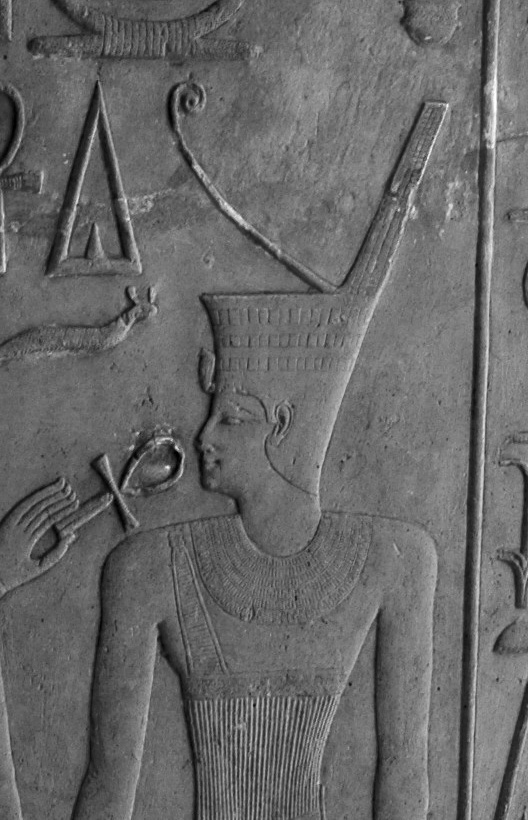
Sesostris I. wurde von Amenemhet I. möglicherweise als Koregent (Mitregierender) eingesetzt.

Nach Meinung einiger Ägyptologen setzte Amenemhet I. in seinem 20. Regierungsjahr seinen Sohn Sesostris I. als Mitregenten ein und sie regierten für zehn Jahre zusammen auf dem ägyptischen Thron. Die Frage nach Koregenzen im Alten Ägypten allgemein und insbesondere jener von Amenemhet I. mit Sesostris I. gehört zu den umstrittensten Fragen in der Ägyptologie. Gemäß der Theologie und „Königsideologie“ der alten Ägypter ist der König ein singuläres, göttliches Wesen, und daher nur als Alleinherrscher vorzustellen. Er regiert als Verkörperung des Horus auf Erden und verschmilzt nach seinem Tod mit Osiris, dem Herrscher der Unterwelt. Mit diesem Konzept ist es kaum vereinbar, dass plötzlich zwei Horusfalken regieren. Andererseits hatte eine Koregentschaft aus pragmatischen Erwägungen sicher viele Vorteile:

„Thronwechsel, und damit Machtwechsel, dürften in Ägypten, wie auch in anderen orientalischen Monarchien, sicher sehr häufig durch Haremsintrigen, Morde und Umstürze inszeniert worden sein, fraglos sehr viel öfter als die wenigen Male, wo unsere Quellen derartiges aussagen oder andeuten. […] Gewaltsames Vorgehen dürfte im Zusammenhang mit Thronwechsel eher die Regel als die Ausnahme gewesen sein. Gegen diese Gefahren bot die vorzeitige Krönung des designierten Nachfolgers, noch zu Lebzeiten des alten Königs, eine gewisse Sicherheit: Wollte man beim Tod des alten Herrschers einen anderen als den legitimen Erben zum König machen, hätte man dann einen schon gekrönten Monarchen beseitigen müssen.“

Als Beleg für oder gegen eine solche Koregenz wurden auch einige Textstellen der Sinuhe-Erzählung ins Feld geführt. So wird zu Beginn, beim Bericht über den Libyenfeldzug (R 12-13), der Name Sesostris’ I. in Kartusche geschrieben, die üblicherweise den Namen eines Königs umgibt. Darin sieht Jansen-Winkeln einen Beweis, dass Sesostris zu diesem Zeitpunkt bereits Herrscher war. Nach Auffassung Claude Obsomers ist dies allerdings eine anachronistische Bezeichnung, da die Erzählung zu einem Zeitpunkt verfasst wurde, als Sesostris König war. Etwas später (R 18) wird Sesostris wiederum nur als „Königssohn“ (s3 njswt) bezeichnet, was nach Obsomer beweist, dass er noch nicht König war. Für Jansen-Winkeln ist aber an dieser Stelle nur die Funktion als Sohn relevant, da über den Tod des Vaters berichtet wird.
Eine weitere Stelle aus der Eulogie auf Sesostris I. zieht Günter Burkard als Argument gegen eine Koregenz heran:

„Er ist es, der die Fremdländer unterwarf, während sein Vater in seinem Palast war. Er meldet ihm die Vollstreckung seiner Befehle.“

So ist es nach seiner Meinung kaum möglich, dass ein Koregent Befehle ausführt und Sesostris ist hier nur in seiner Rolle als Sohn und Feldherr beschrieben.

### Das Attentat auf Amenemhet I.

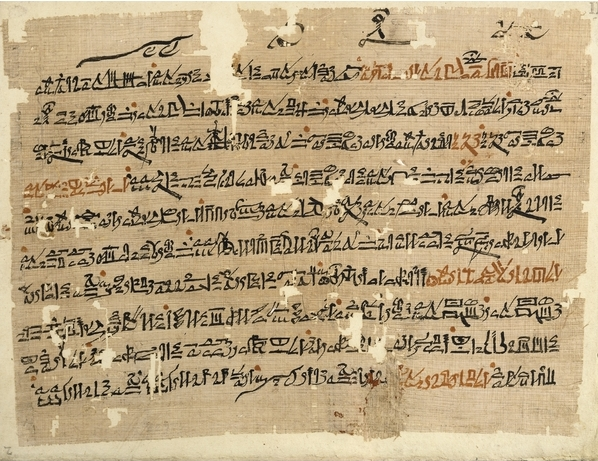
Papyrus Sallier II mit der Lehre des Amenemhet, in welcher über ein Attentat auf Amenemhet I. berichtet wird.

Der Bericht über den Tod Amenemhets I. zu Beginn der Sinuhe-Erzählung erinnert an die Lehre des Amenemhet. In dieser berichtet Amenemhet im Stil eines postum verfassten „Testaments“, wie er einem Attentat zum Opfer fiel:

„Es war nach dem Abendbrot, die Nacht war gekommen.
 Ich gönnte mir eine Stunde der Erquickung,
 indem ich auf meinem Bett lag, denn ich war müde,
 und mein Herz begann, sich meinem Schlaf hinzugeben.
 Da wurden die Waffen für meinen Schutz gegen mich gewendet,
 während ich mich wie eine Schlange in der Wüste verhielt.
 Ich erwachte zum Kampf, indem ich sofort bei mir war,
 und fand, dass es ein Handgemenge der Wache war.
 Ich habe mich zwar beeilt, die Waffen in meiner Hand,
 und so habe ich die Feiglinge in (ihren) Schlupfwinkel zurückgetrieben.
 Es gibt aber keinen, der allein kämpfen kann,
 und eine erfolgreiche Tat gelingt nicht ohne Helfer.“

Weiter wird berichtet, dass sich das Attentat ereignete, als Amenemhet ohne Sesostris war, was an den in Sinuhe erwähnten Libyenfeldzug denken lässt. Auch passt gut zur Tatsache, dass Sinuhe, ein Harems-Beamter, flieht, da Amenemhet offenbar einer Haremsverschwörung zum Opfer fiel:

„Hatten denn jemals Frauen Truppen aufgestellt?
 Zieht man denn Rebellen im Palast auf?“

Allerdings wird in der Lehre des Amenemhets nicht über den Ausgang des Attentats berichtet. Dies führte unter Ägyptologen zu verschiedenen Auffassungen darüber, gerade auch im Zusammenhang mit der Diskussion zu den Koregenzen.
Nach einer Auffassung starb Amenemhet nicht durch ein Attentat in seinem 30. Regierungsjahr, sondern entging einem solchen etwa 10 Jahre vor seinem (natürlichen) Tod und richtete als Konsequenz darauf das Amt des Mitregenten für seinen Sohn Sesostris ein. Demnach gab Amenemhet die Lehre in Auftrag und sie schildert eine „was-wäre-wenn“-Situation, um die Position eines Mitregenten zu rechtfertigen. Gemäß Jansen-Winkeln widerspricht Sinuhes Flucht dem nicht. Er flieht aufgrund eines Irrtums oder Hörfehlers mit Unruhen, im weiteren Verlauf der Geschichte beteuert er mehrfach, dass eben nichts vorgefallen war und nur „sein Herz“ ihn irregeleitet hatte.
Nach anderer Auffassung schildern die Geschichte von Sinuhe und die Lehre des Amenemhet beide die historischen Umstände von Amenemhets Tod. Die Lehre wurde nach dem Tod Amenemhets von Sesostris in Auftrag gegeben, um seine Nachfolge zu legitimieren.

### Palästina im 2. Jahrtausend v. Chr.
Die Sinuhe-Erzählung ist neben den Ächtungstexten eine wichtige ägyptische Quelle für die politische Situation Palästinas im frühen 2. Jahrtausend v. Chr. Nach dem Zusammenbruch der urbanen Zentren in der Endphase der Frühbronzezeit in dieser Region – vermutlich vor allem wegen Versorgungsproblemen – haben sich zu dieser Zeit schon wieder Stadtstaaten oder feste Siedlungen herausgebildet, daneben existierte aber auch weiterhin die nomadische Lebensweise, die Lebensform des pastoral nomadism (Wanderbeweidung). Als Modell mag man sich Stämme neben Städten vorstellen, d. h. ein Nebeneinander staatenlos nomadischer Lebensform und staatlich urbaner Herrschaftsformen. So befanden sich zumindest ein Teil der Amurriter im Vorgang der Sesshaftwerdung und Urbanisierung.
Auch Sinuhe lebte zwischen streifenden Nomaden und Herrschern festumrissener Gebiete. Zum Beispiel war Byblos ein Stadtstaat von einiger Bedeutung, in den Ächtungstexten wird aber auch vom Stamm von Byblos gesprochen. Sinuhe wohnte in einem Zelt und auch in der Beschreibung vom Starken von Retjenu schimmert beduinisches Kolorit durch. Abgesehen von Byblos erwähnt der Autor der Sinuhe-Erzählung keine Städte, obwohl die Stadtkultur zur Zeit der Komposition der Erzählung gerade neu zu erblühen begann. Nach Ludwig Morenz lag dies darin begründet, dass dadurch die Kontrastierung zwischen Ägypten und Palästina noch stärker herausgearbeitet wurde, bei der das Ausland als Unkultur dargestellt wird. Dafür griff man auf historisches und lokales Kolorit Palästinas zurück.
Erstmals taucht in der Sinuhe-Erzählung die Bezeichnung Ḥq3-ḫ3swt („Herrscher der Fremdländer“) auf (Sinuhe B98), die allgemein Hyksos genannt werden. Zur Zeit des Mittleren Reichs stand dieser Ausdruck für eine bestimmte Gruppe in der Bevölkerung der palästinischen Region. Später waren damit Könige asiatischer Herkunft gemeint, die in Ägypten von etwa 1650 bis 1542 v. Chr. eine Fremdherrschaft ausübten. Nach Ludwig Morenz handelt es sich bei den „Herrschern der Fremdländern“ in der Sinuhe-Erzählung um etablierte Herrscher, die sich in jener Zeit der Sesshaftwerdung im palästinensischen Raum von den umherziehenden Nomaden unterscheiden.

## Interpretationen

### Politische Literatur
Georges Posener arbeitete 1956 in subtiler Analyse eine Gruppe von Werken der älteren, „klassischen“ Literatur als politische Literatur heraus, „als Literatur zum Zweck der Legitimierung der jungen, legitimationsbedürftigen 12. Dynastie“.
So waren die Könige zu Beginn der 12. Dynastie mit der Schwierigkeit konfrontiert, das Prestige des Amtes zu restaurieren und ein Königtum zu etablieren, das wie im Alten Reich durch die absolute Loyalität der Untertanen bestimmt wurde. Deshalb wurden die Texte dieser Dynastie gelegentlich als „Propagandaliteratur“ bezeichnet, als Medium für Propagandazwecke, die unter anderem immer wieder die goldenste aller Tugenden betonen: Die Loyalität dem König gegenüber.
Posener gebrauchte den Begriff „Propaganda“ nur äußerst vorsichtig, im Bewusstsein, wie vorbelastet und missverständlich er ist. William Kelly Simpson verwendet die Bezeichnung „maintenance propaganda“ (i. e. Aufrechterhaltungs-Propaganda), die dazu dient, den status quo der politischen und religiösen Situation zu erhalten, und nicht ihn zu verändern. So ist wohl die Mehrzahl dieser Texte mit der Absicht verfasst worden, „auf der zeitlosen Folie von jzf.t vs. m3ˁ.t ‚Chaos vs. Ordnung‘ die Gegenwart als beste aller Welten [zu] erweisen“.
In diesem Rahmen stellt Georg Posener auch für die Sinuhe-Erzählung einen starken Bezug zum Königshof von Sesostris I. fest, hält sich aber im Urteil zurück, ob es sich um ein politisches Propagandawerk handelt: Zwar wird in der Erzählung der Person des Sesostris I. viel Platz eingeräumt, und sie entspringt dem Umkreis des Hofs, man kann aber nicht sagen, ob es sich genau genommen um ein Werk politischer Propaganda handelt. Der Autor drückt seine Überzeugungen und Empfindungen ohne besondere Übertreibungen aus, authentisch und ohne beabsichtigte Kunstgriffe, die darauf abzielen, den Leser zu beeinflussen. So sind es nach Posener vielmehr die Aufrichtigkeit und Warmherzigkeit des Schreibers, die die Erzählung zu einem Werk machen, das geeignet ist, bei der Leserschaft das Königtum zu thematisieren.

### Werkimmanente Interpretation
Nachdem Georges Posener in bahnbrechender Analyse die politische Tendenz und damit den außerliterarischen Zweck des Textes erforscht hatte, bemerkte John Baines 1982, dass trotz des Umfangs an Geschriebenem über Ägyptische Literatur an ihr mögliche Ansätze, die in anderen Gebieten der Literatur weit verbreitet sind, bisher wenig gebraucht wurden.
Er unterzog die Sinuhe-Erzählung partienweise und aus wechselnder Perspektive einer vertieften werkimmanenten Interpretation. Damit betrachtete er den Text als eigenständiges Literaturwerk, mehr oder weniger losgelöst von zeitlichen, geographischen und politischen Bezügen, betonte aber auch, dass diese Betrachtungsweise nicht ausschließend ist, sondern neben vielen anderen steht.
Zusammenfassend kam Baines zu folgendem Urteil:

“Scrutiny of the narrative structure and the presentation of character in Sinuhe does identify considerable complexity, analogous with the richness of the text in style and vocabulary; it also brings out the relationship of the text with Egyptian values. Techniques of analysis that are applied to western literature seem to yield results with Sinuhe, but reveal alien preoccupations and emphases, as is only to be expected. Such analyses do not seek to discover a single, correct understanding or author's intention in a text, but to deepen our comprehension of its meaning.”

„Die genaue Untersuchung der narrativen Struktur und der Darstellung der Figuren im Sinuhe identifizieren eine beträchtliche Komplexität, analog mit dem Reichtum des Texts in Stil und Vokabular; sie bringt auch die Beziehung des Texts mit ägyptischen Werten zum Vorschein. Analysetechniken, die in der westlichen Literatur Anwendung finden, scheinen bei Sinuhe Ergebnisse zu liefern, aber offenbaren fremde Anliegen und Schwerpunkte, wie es nur zu erwarten ist. Eine solche Analyse strebt nicht danach, ein einziges, richtiges Verständnis oder Intention des Autors zu ermitteln, sondern unser Verständnis seiner Bedeutung zu vertiefen.“

### Auseinandersetzungsliteratur
Nach älterer Auffassung handelt es sich bei der Auseinandersetzungsliteratur um Texte, die nach dem Zusammenbruch des Alten Reichs die Krisenzeit der ersten Zwischenzeit zu bewältigen versuchen. So beschreiben zum Beispiel die Mahnworte des Ipuwer in vielen Wendungen die katastrophale Situation, in der sich das Land befindet. In der jüngeren Forschung zeichnet sich eine Tendenz zur Spätdatierung der Auseinandersetzungsliteratur ab, frühestens in die späte 11. Dynastie, wahrscheinlicher aber in die 12. Dynastie. Damit beschreiben die Texte keine historische Situation. Dorothea Sitzler kommt zum Ergebnis, dass es an keiner Stelle authentische Textzeugnisse einer persönlichen Extremsituation sind, sondern Teil einer für Weisheitslehrer entwickelten Literatur zur Reflexion der Rolle der Weisheit und des Weisen in der Welt.
Die Sinuhe-Erzählung steht an gewissen Stellen im Diskurs der Auseinandersetzungsliteratur. Auch sie thematisiert die Frage nach dem Verhältnis von göttlicher Schicksalsmacht (Determinismus) und Willensfreiheit des Individuums. So rechtfertigt Sinuhe an verschiedenen Stellen sein Tun mit göttlicher Fügung und Eingebung und ein Gott habe ihn zur Flucht getrieben, was er auch als Argument vorbringt, um wieder am Hofe von Sesostris I. aufgenommen zu werden. Für Winfried Barta ist die Frage nach Freiheit und Bestimmtheit des Menschen in einen Kompromiss eingemündet: Es gibt bei Sinuhe weder die absolute Determiniertheit des Menschen durch Gott, noch die absolute Willensfreiheit.
Den Topos des „Vorwurfs gegen Gott“, wie man ihn in der Auseinandersetzungsliteratur findet, erfolgt nach Wilfried Barta in der Sinuhe-Erzählung nur unausgesprochen und versteckt, indem letztlich Gott für Sinuhes Flucht und jahrelangen Aufenthalt im Ausland verantwortlich gemacht wird. Für Elke Blumenthal erhebt der Text keinen „Vorwurf gegen Gott“, sondern führt pragmatisch vor, wie sich der einzelne (Beamte) in dem ihm zugeteilten Geschick bewähren und es in unmittelbarer Hinwendung zur Gottheit beeinflussen kann.

### Auslandserfahrung
Die sesshaften Ägypter wanderten nur höchst unfreiwillig. Als Ideal galt das Bild des Schreibers in der sicheren Amtsstube. So zeigt auch die Geschichte von Sinuhe, wie der Wanderer in ägyptischer Sicht immer eine Existenz am Rande führt, außerhalb der geordneten Welt und stets in Gefahr, seine Wurzeln zu verlieren. Die Erzählungen des Mittleren Reichs kontrastieren deutlich zwischen „Ägypten“ und dem „Ausland“. Am augenfälligsten ist die Unterscheidung zwischen dem Zentrum, das oft mit der königlichen Residenz identifiziert wird, und der Peripherie, der Ort, in der der Protagonist einen psychologischen und intellektuellen Übergang erfährt.
Besonders Antonio Loprieno hat die bedeutende Rolle der Größe des Auslands in der Erzählung hervorgehoben, die dazu dient, eine Fremdheitserfahrung zu machen und eine Selbstbestimmung vorzunehmen. Topische Aussagen über Ausländergestalten bilden einen thematischen Kontext, ein Bezugsschema, anhand dessen das literarische Verfahren der Mimesis eine kulturelle Auseinandersetzung mit dem Anderen vornimmt.
Demnach steht Sinuhe am Beginn einer Reihe solcher realistischer Reiseerzählungen, wie es zum Beispiel auch die Geschichte des Schiffbrüchigen, der Reisebericht des Wenamun und die Odyssee des Wermai sind. Er geht freiwillig ins Exil, um dort im Verlauf mehrerer Jahre im Spiegel des Anderen seiner selbst, im Spiegel der Ausländerfigur Amunenschi, einen Bewusst- und Menschenwerdungsprozess zu durchlaufen und seiner eigenen ägyptischen Identität auf die Spur zu kommen. Am Ende dieser Auslandserfahrung steht die Erkenntnis, dass seine Existenz nur in der Rolle des „Ägypters“ liegen kann.
Gerald Moers geht in der Interpretation noch weiter und deutet Sinuhes Reise als eine Grenzüberschreitung. Sinuhe muss die Grenzen ägyptischer Normen überschreiten und sich von den Anforderungen eines im ägyptischen Sinne gerechten Lebenswandels nach dem Maat-Konzept lösen: Sowohl das Maat-Modell als auch das daran gekoppelte Identitätskonzept stehen plötzlich im „Horizont unvertrauter Zuordnung“ und werden auf diese Weise durch den Helden individuell hinterfragbar und die andere Welt (das Ausland) wird zum Spiegel der eigenen Welt (Ägypten). Diese beiden Welten sind in der Erzählung so deutlich voneinander unterschieden, dass der Übergang von der einen in die andere nur als todesähnlicher Traumzustand erfahrbar ist und auch die Selbsterfahrung in einem Traum-artigen Zustand erfolgt.
Diese neuere Interpretation betont gegenüber der politischen Intention den fiktionalen Status und die kulturelle Funktion. Die Erschaffung möglicher oder gar alternativer Welten trägt zur Identitätssicherheit der Leserschaft bei.

## Einzelfragen

### Gründe für Sinuhes Flucht

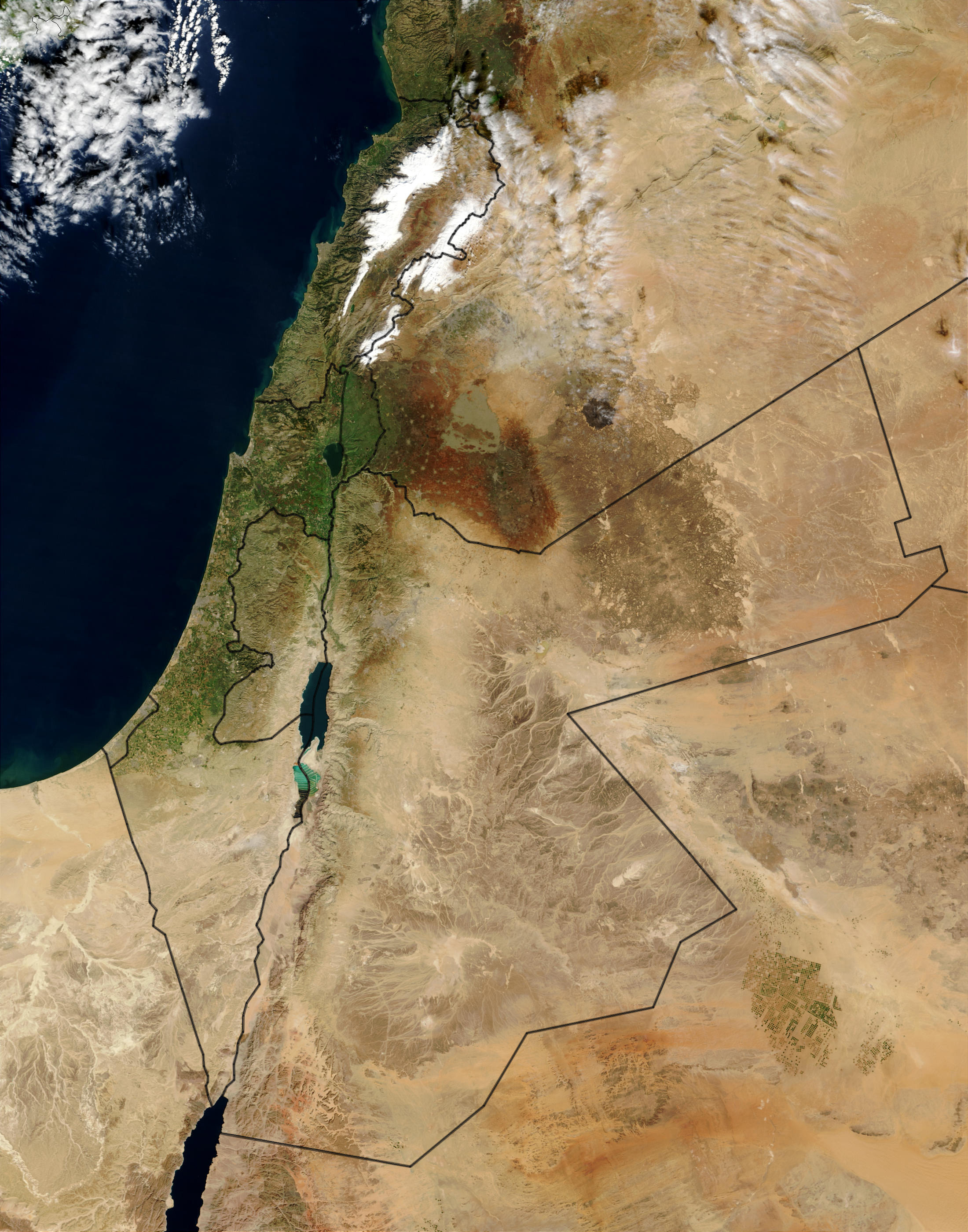
Die Region Retjenu (Gebiet des heutigen Syriens und Palästinas), in die Sinuhe flieht.

Die Beschreibung der Flucht durchbricht das klassische Muster der Autobiographie und ist die semantische Ursache für die formale Komplexität des Werks. Dieses plötzliche Ereignis erschreckt den modernen Leser und das „Rätsel“ der Flucht, das nach Parkinson Sinuhe zum Hamlet der ägyptischen Literatur macht, ist Gegenstand vieler ägyptologischer Untersuchungen.
Die Gründe für Sinuhes Flucht werden nicht genannt und bleiben im Dunkeln. Zwar sucht Sinuhe in verschiedenen Passagen nach einer rationalen Erklärung für diese, doch kommt er immer wieder zum Schluss, dass er sie nicht kennt. Die Flucht erfolgte nicht aus eigenem Antrieb, sondern in einem Traum-artigen Zustand, wie ein Plan Gottes. Allerdings gibt er auch zu, dass er Amunenschi über seine Motive in Unwahrheit bzw. Halbwahrheit berichtete, was darauf hindeutet, dass er die Gründe bewusst verschweigt oder nicht mit vollkommener Offenheit schildert. Zudem beteuert er zwar, dass seine Flucht nicht aus Furcht geschah, sein Verhalten drückt aber das Gegenteil aus: Auf seiner Flucht mied er bewohnte Plätze und sogar das Auftauchen vereinzelter Menschen auf dem Weg flößte ihm Angst ein.
Das erschütternde Ereignis, das zu seiner Flucht führte, war vermutlich ein Attentat auf den König Amenemhet I. Vielleicht stand Sinuhe in Verbindung mit dem Kreis am Hof, der für die Geschehnisse verantwortlich war, und fürchtete zu Recht um seine Person. Seine Lage ist zweifelsohne durch den Umstand charakterisiert und bedingt, dass er eine der Hauptpersonen des Harems der Prinzessin war, eine Haremsverschwörung aber mit Recht vermutet werden kann.
A. Spalinger glaubt nicht, dass Sinuhe in eine Verschwörung verwickelt war. Seiner Meinung nach ist die einfachste Lösung, dass Sinuhe gewaltsame Unruhen in der Residenz erwartete, eine besorgniserregende Situation, die zu seinem Tod hätte führen können und er demnach aus Feigheit flüchtet.
Ob Sinuhe an einer Verschwörung beteiligt war oder nicht, hängt auch entscheidend von der Übersetzung und Interpretation des Wortes w3(.w) in Zeile R 25 ab, in der Boten den Königskindern die Nachricht von Amenemhets Tod überbringen und Sinuhe diese zufällig mitbekommt:

„Ich war in der Nähe einer Verschwörung. oder: Ich war in der Nähe von ferne.“

Entweder wird in der Stelle ausgedrückt, dass Sinuhe die Todesnachricht im Verborgenen mitbekommt, oder aber, dass er sich in der Nähe des Verrats befindet.
Scott Morschauser sieht allerdings die Flucht nicht in Furcht begründet, sondern denkt, dass Sinuhe in voller Absicht flieht, da er mit dem Tod Amenemhets gleichzeitig seinen Beschützer, sein Zuhause und seine Zukunft verliert. Durch den Verlust der Bindung zu seinem Herrn entfällt auch seine gesicherte Stellung als Begleiter des Königs im Jenseits.
Die Frage nach dem Grund für Sinuhes Flucht scheinen sich schon die alten Ägypter im Neuen Reich (besonders in der Ramessidenzeit) gestellt zu haben. Der Text dieser Zeit weicht an einigen Stellen von jenem des Mittleren Reichs ab und zeigt Spuren verschiedener Redaktionsstufen, so dass man die Erzählung im Neuen Reich anders, oder besser gesagt neu lesen konnte.
Nach Frank Feder zeugen einige Stellen unmissverständlich davon, dass Sinuhe im Neuen Reich als Königssohn des Amenemhet I. interpretiert wurde. So spricht Sinuhe an mehreren Stellen von diesem als „mein Vater“. Die altägyptischen Schreiber nahmen vielleicht einen Erbstreit als Ursache der Flucht an. Sinuhe könnte ein Sohn Amenemhets I. mit einer Haremsdame gewesen sein und hatte allen Grund, vor seinem Halbbruder Sesostris I. zu fliehen, da ihn dieser als Konkurrent für den Thron sah oder ihn mit dem Attentat auf Amenemhet in Zusammenhang hätte bringen können.
Bereits Georges Posener vermutete, dass der Rivale des Sesostris auf den Thron ein Sohn einer Haremsdame gewesen sein könnte, ein Abkömmling der 11. Dynastie aus Theben, ohne dabei aber an Sinuhe zu denken. Tobin führte diese Idee weiter und nimmt an, dass Sinuhe einer noblen Familie unter einem Mentuhotep entstammen könnte.
Es wird allerdings auch darauf hingewiesen, dass die Erzählung als literarische Schöpfung einen Helden erschaffen kann, der durch Zweifel und Angst, aber ohne Schuld, in diese Bewährungssituation gekommen ist. So sind für John Baines Sinuhes Fluchtgründe hinsichtlich der Haupthandlung irrelevant. Es geht letztlich nur darum, dass Sinuhe ins Ausland geht. Für Vincent Arieh Tobin kreiert die Tatsache, dass Sinuhe das Geheimnis seiner Flucht bis zum Ende für sich behält, eine rätselhafte Atmosphäre um dieses Ereignis. So liegt das Hauptthema der Erzählung in dieser unbeantworteten Frage und die literarische Leistung des Autors besteht darin, dass er ein Mysterium erschafft, das nicht gelöst werden kann. Er schlägt demnach als Titel der Erzählung The Secret of Sinuhe vor.
Für Garald Moers wiederum hängt Sinuhes Flucht mit dem Bruch der kulturellen Werte des pharaonischen Ägypten zusammen. Es geht darum, dass Sinuhe im Ausland eine Selbsterfahrung macht und sich seiner Identität als Ägypter bewusst wird. Somit liegt die Flucht in der damit verbundenen Ablehnung ägyptischer Lebensentwürfe begründet. So gesehen werden sich Flucht und Schuld zur gegenseitigen Bedingung und es ist die Existenz seines eigenen Textes, die Sinuhe schuldig werden lässt. Flucht und Schuld werden also zur gegenseitigen Bedingung und von nichts getrieben außer von innerer Suche.

### Amunenschi

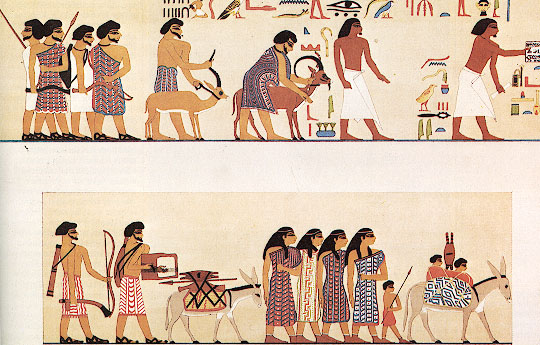
Darstellung von „Asiaten“ aus dem Grab des Chnumhotep II.

Mit der Figur des Amunenschi, Fürst von Oberretjenu, wird erstmals in der ägyptischen Literatur ein Ausländer als „Person“ mit einer ihm eigenen Identität dargestellt, indem die Präsentation mit der Erwähnung seines Namens und seiner Funktion erfolgt. Somit wird er primär als ein Herrscher ausgewiesen und ersetzt damit die übliche ethische Verallgemeinerung des Fremden als pauschal negativ konnotierte Größe. Indem er ägyptisch spricht, wird er sogar in die ägyptische Sinnwelt aufgenommen.

### Der Kampf gegen den Starken von Retjenu

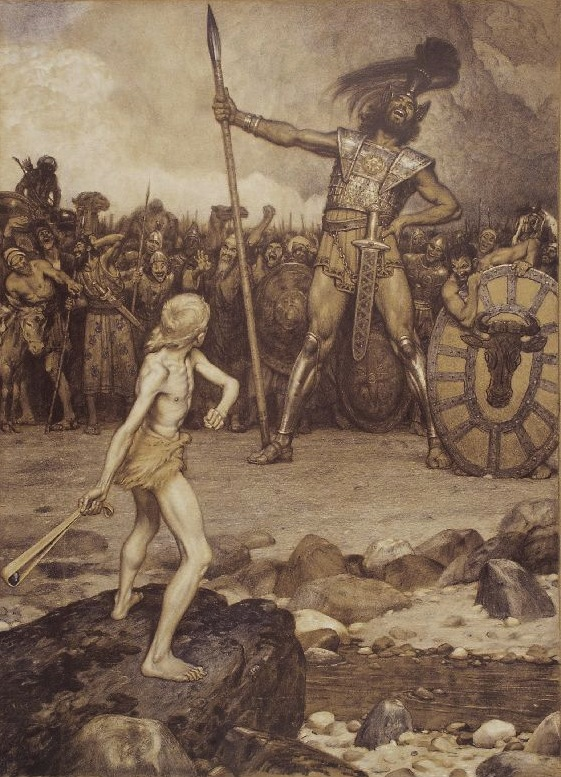
Erzählung von David und Goliath (Darstellung von Osmar Schindler 1888) – Ähnlichkeiten mit der Geschichte des Sinuhe

Bei Sinuhes Kampf gegen den Starken von Retjenu handelt es sich um eine der ältesten Schilderungen dieser Zweikampfsituation, wie man sie auch in ähnlicher Weise in der biblischen Erzählung von David und Goliath (1 Sam 17 ) findet.
Der eigentliche Ablauf des Kampfs wurde ziemlich unterschiedlich aufgefasst, dürfte sich aber folgendermaßen abgespielt haben: Am Kampftag erwartet Sinuhe bereits den „Starken“, um ihm seine Furchtlosigkeit zu demonstrieren. Am Vortag hat er für den Kampf nur Bogen und Dolch vorbereitet, Waffen, in deren Umgang er als Ägypter sicherlich gut geschult wurde. Der „Starke“ hat das ganze Waffenarsenal, das er mitgeschleppt hat, fallen lassen und feuert als Erster seine Pfeile auf Sinuhe, die dieser jedoch ins Leere fliegen lässt. Wütend stürzt er darauf über den Kampfplatz auf Sinuhe zu und wird von diesem von einem einzigen Pfeilschuss gestoppt. Als Kulmination des Schimpfes und Kulmination ägyptischer Überlegenheit – der Triumph des Geistes über die rohe Kraft des Barbaren – erschlägt Sinuhe den „Starken“ mit dessen eigener Streitaxt.
Es bestehen bemerkenswerte Parallelen zur Geschichte von David und Goliath, die sowohl von ägyptologischer Seite als auch alttestamentlicher Wissenschaft herausgearbeitet wurden. Beiden Erzählungen weisen einen ähnlichen Handlungsablauf auf: Herausforderung durch den feindlichen Kämpfer, Beratung des Helden vor dem Kampf mit dem ihm übergeordneten Fürsten, Vorbereitung zum Kampf, Zusammentreffen der Kämpfer, Zweikampf und Folgen des Sieges. Weiter ist der Schauplatz beider Kämpfe das syrisch-palästinische Gebiet und beide Gegner werden als bisher unbesiegbar stark beschrieben. Der Starke von Retjenu und Goliath werden mit ihren eigenen Waffen besiegt. David besiegt den Philister im Namen Gottes und auch Sinuhe besiegt unter Beistand eines ägyptischen Gottes (Month) einen traditionellen Gegner Ägyptens: Den asiatischen Nomaden. Charakteristisch für beide Erzählungen scheint auch die Herausforderung zum Kampf durch Reden und das prahlerische Auftreten vor der Schlacht zu sein. Gerade so benehmen sich auch die Helden der Ilias vor ihren Zweikämpfen. Paris im dritten Gesang, Hektor im siebten rufen die besten Helden der Feinde zum Kampf heraus.
Allerdings gibt es auch signifikante Unterschiede zwischen den beiden Erzählungen. Der Wichtigste ist die Entstehungszeit, denn Sinuhes Darstellung ist gut 1000 Jahre älter als die biblische Überlieferung. Weiter gibt es in der ägyptischen Literatur keine parallele Schilderung eines Zweikampfs und es handelt sich nach Miroslav Barta sehr wahrscheinlich um eine Tradition des syrisch-palästinischen Raums. Auch Ludwig Morenz vermutet, dass diese Episode semitischem Kolorit entspringt. Bei der Bezeichnung nḫt (etwa „Starker“) handelt es sich nach seiner Meinung wahrscheinlich um eine Lehnübersetzung beziehungsweise Umschreibung eines (west-)semitischen Titels und bei der Bezeichnung des Starken von Retjenu als pr.y („Herausgehender“, womit Einzelkämpfer gemeint ist) um eine Art Lehnübersetzung eines (west-)semitischen terminus technicus in das Ägyptische. M. Görg hat den Namen Goliath, bei dem es sich offenbar im Alten Testament um ein Fremdwort handelt, aus dem ägyptischen Wort qnj („stark sein“) hergeleitet. Stimmt diese Theorie, bestünde wegen der semantischen Nähe von nḫt und qnj eine besonders enge Verbindung zwischen dem „Starken von Retjenu“ und Goliath.
Miroslav Barta hält es aber auch für möglich, dass die Geschichte mit dem Starken von Retjenu in Ägypten komponiert wurde und damit einer ägyptischen Tradition folgt, als Erbe der ersten Zwischenzeit. Die Erzählung könnte dann im Zuge der Vertreibung der Hyksos aus Ägypten am Ende des 16. Jh. v. Chr. in den syrisch-palästinischen Raum übergegangen sein. Auch Andreas Kunz erklärt die Gemeinsamkeiten der beiden Erzählungen damit, dass die Rezeptionsgeschichte der Sinuhe-Erzählung auch in Israel/Palästina ihre Spuren hinterlassen hat.

### Parallelen mit der biblischen Josephsgeschichte

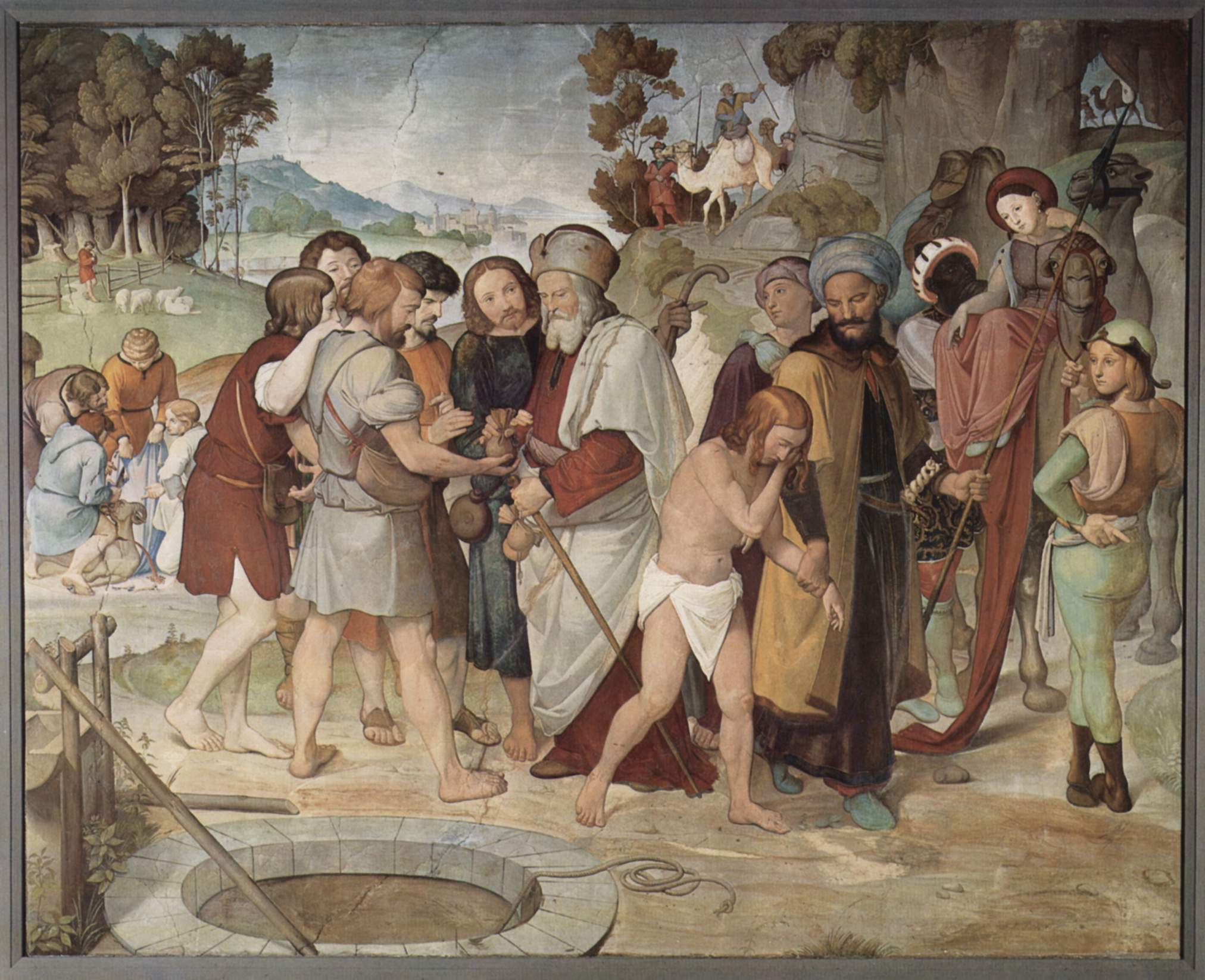
Friedrich Overbeck: Verkauf Josephs an die ägyptischen Händler, Freskenzyklus der Casa Bartholdy, Berlin, Alte Nationalgalerie (1816–17)

Die biblische Josefsgeschichte, deren Schauplatz fast ausschließlich Ägypten ist, weist einige Gemeinsamkeiten mit der Jahrhunderte älteren Sinuhe-Erzählung auf. Beide Erzählungen thematisieren die kulturelle und religiöse Identität in der Fremde. Beide führte ein dunkles Ereignis ins Ausland: bei Josef der Verkauf in die Sklaverei, bei Sinuhe seine panikartige Flucht. Beide erleben in der Fremde einen erstaunlichen Aufstieg, Joseph zum Wesir, Sinuhe als Vertrauter eines lokalen Herrschers. Gemeinsam ist auch der versöhnliche Schluss, so kehrt Sinuhe ins Land seiner Sehnsucht zurück und Joseph versöhnt sich mit seinen Brüdern und holt den Vater nach Ägypten. Auch das Motiv einer Bestattung in der Heimat ist gemeinsam, allerdings wird in der Josephsgeschichte nur Jakob in einem Trauerzug ins Familiengrab nach Palästina geleitet, aber auch Joseph ordnete an, dass für ihn eine gleiche Bestattung vollzogen werde.
Für noch bedeutungsvoller als diese Übereinstimmungen in Einzelheiten hält Konrad von Rabenau den theologischen Ansatz der Erzählungen: Denn nicht nur Josephs wechselvolle Schicksale und Handlungen werden von Gott gelenkt, auch Sinuhe führt seine Flucht, den Sieg im Zweikampf und die Begnadigung durch den Pharao auf einen göttlichen Plan zurück. Die Gemeinsamkeiten dieser kulturell unterschiedlichen Erzählungen sind erstaunlich, und es stellt sich die Frage, ob die Josephsgeschichte unter dem Eindruck der Sinuhe-Erzählung verfasst wurde oder ob sie unabhängig voneinander ähnliche literarische Ausprägungen hervorgebracht haben.

## Moderne Rezeption
Zwischen 1933 und 1945 veröffentlichte Thomas Mann die Roman-Tetralogie Joseph und seine Brüder. Es ist das umfangreichste Romanwerk dieses Autors. Darin nimmt er ausdrücklich und auch verdeckt auf verschiedene altägyptische Literaturwerke Bezug. So erwähnte er die Sinuhe-Erzählung zwar an keiner Stelle, spielte aber an verschiedenen Stellen auf sie an. Er übertrug zum Beispiel die Beschreibung des paradiesischen Landes Jaa zum Teil wörtlich auf das Gebiet von Edom, in welchem der enterbte Esau herrschte und mit dem er vor seinem Bruder Jakob angeben zu müssen glaubte.
Der finnische Schriftsteller Mika Waltari verwendete den Stoff für seinen historischen Roman Sinuhe der Ägypter, den er 1945 erstmals veröffentlichte. Dem Roman liegen umfassende historische Studien zugrunde, allerdings verlegte Waltari die Erzählung in die Zeit des 14. Jahrhunderts v. Chr., in der Sinuhe zunächst als Arzt am Hof des Königs Echnaton wirkt und später mehrere Reisen nach Babylon, Kreta und in andere Regionen der damaligen bekannten Welt unternimmt. Basierend auf Waltaris Roman drehte Michael Curtiz 1954 den Film Sinuhe der Ägypter. Der Name des Asteroiden (4512) Sinuhe, der 1939 vom finnischen Astronomen Yrjö Väisälä entdeckt worden war, bezieht sich ebenfalls auf Mika Waltaris Roman.
Der ägyptische Schriftsteller und Nobelpreisträger Nagib Mahfuz veröffentlichte 1941 eine Erzählung mit dem Titel Awdat Sinuhi, die 2003 in englischer Übersetzung von Raymond Stock als „The Return of Sinuhe“ in der Sammlung von Kurzgeschichten mit dem Titel „Voices from the Other World“ erschien. Diese basiert direkt auf der altägyptischen Sinuhe-Erzählung, Mahfuz fügte ihr aber verschiedene Einzelheiten hinzu, die im Original nicht vorkommen, zum Beispiel eine Dreiecksgeschichte.

### Editionen
- Aylward Manley Blackman: Middle-Egyptian Stories. Part I (= Bibliotheca Aegyptiaca. Band 2,1). Éditions de la Fondation Égyptologique, Bruxelles 1932, S. 1–41, OCLC 832253297; 1972, OCLC 317462330.
- Alan H. Gardiner: Notes on the story of Sinuhe. Librairie Honoré Champion, Paris 1916 (Scan – Internet Archive).
- Roland Koch: Die Erzählung des Sinuhe (= Bibliotheca Aegyptiaca. Band 17). Éditions de la Fondation Égyptologique, Bruxelles 1990, OCLC 25645385.
- Gaston Maspero: Les Mémoires de Sinouhît (= Bibliothèque d’Étude. Band 1). Institut français d’archéologie orientale, Le Caire 1908 (Scan – Internet Archive).
- Georg Möller: Hieratische Lesestücke für den akademischen Gebrauch. Erstes Heft. Alt- und mittelhieratische Texte. Hieratische Edition, New York 1909, S. 6–11 (Scan – Internet Archive).

### Übersetzungen
- Elke Blumenthal: Altägyptische Reiseerzählungen. Die Lebensgeschichte des Sinuhe. Der Reisebericht des Wen-Amun. Philipp Reclam jun., Leipzig 1982; (= Reclams Universal-Bibliothek. Band 928; Belletristik). 2., veränderte Auflage. 1984, DNB 850246113.
- Elke Blumenthal: Die Erzählung des Sinuhe. In: Otto Kaiser u. a. (Hrsg.): Texte aus der Umwelt des Alten Testaments. (TUAT), Band III, 5: Mythen und Epen. Gütersloher Verlagshaus Gerd Mohn, Gütersloh 1995, ISBN 3-579-00082-9, S. 884–911.
- Wolfgang Kosack: Berliner Hefte zur ägyptischen Literatur 1 – 12. Teil I. 1 – 6 / Teil II. 7 – 12 (2 Bände). Paralleltexte in Hieroglyphen mit Einführungen und Übersetzung. Heft 1: Die Geschichte von Sinuhe. Christoph Brunner, Basel 2015, ISBN 978-3-906206-11-0.

- Miriam Lichtheim: Ancient Egyptian Literature. Band 1: The Old and Middle Kingdoms. University of California Press, Berkeley / Los Angeles / London 1973, ISBN 0-520-02899-6, S. 222–235.
- Richard B. Parkinson: The Tale of Sinuhe and other Ancient Egyptian Poems 1940–1640 BC (= Oxford World's Classics). Oxford University Press, Oxford / New York 1997, ISBN 0-19-814963-8, S. 21–53.

### Allgemeiner Überblick
- Miroslav Bárta: Sinuhe, the Bible, and the Patriarchs. 1st ed. Set Out, Prag 2003, ISBN 80-86277-31-3 (eingeschränkte Vorschau in der Google-Buchsuche).
- Hellmut Brunner: Grundzüge einer Geschichte der altägyptischen Literatur. 4., revid. und erw. Auflage. Wissenschaftliche Buchgesellschaft, Darmstadt 1986, ISBN 3-534-04100-3.
- Günter Burkard, Heinz J. Thissen: Einführung in die Altägyptische Literaturgeschichte I. Altes und Mittleres Reich (= Einführungen und Quellentexte zur Ägyptologie. Band 1). 2. Auflage. Lit, Berlin 2007, ISBN 978-3-8258-6132-2, S. 114–123.
- Harold M. Hays, Frank Feder, Ludwig D. Morenz (Hrsg.): Interpretations of Sinuhe. Inspired by Two Passages. Proceedings of a Workshop Held at Leiden University, 27–29 November 2009 (= Egyptologische Uitgaven. Band 27). Nederlands Instituut voor het Narbije Oosten: Leiden, 2014, ISBN 978-90-429-3122-0.
- Antonio Loprieno (Hrsg.): Ancient Egyptian Literature. History and Forms (= Probleme der Ägyptologie. Band 10). Brill, Leiden / New York / Köln 1996, ISBN 90-04-09925-5.
- Richard B. Parkinson: Poetry and Culture in Middle Kingdom Egypt. A Dark Side to Perfection. Continuum, London / New York 2002, ISBN 0-8264-5637-5.
- William K. Simpson: Sinuhe. In: Wolfgang Helck (Hrsg.): Lexikon der Ägyptologie, Band 5. Harrassowitz, Wiesbaden 1984, ISBN 3-447-02489-5, S. 950–955.

### Einzelfragen
- Jan Assmann: Die Rubren in der Überlieferung der Sinuhe-Erzählung. In: Manfred Görg (Hrsg.): Fontes atque pontes. Eine Festgabe für Hellmut Brunner (= Ägypten und Altes Testament. Band 5). Harrassowitz, Wiesbaden 1983, S. 18–41, (uni-heidelberg.de).
- John Baines: Interpreting Sinuhe. In: The Journal of Egyptian Archaeology. Nr. 68, 1982, ISSN 0307-5133, S. 31–44, JSTOR:3821620.
- Dylan Bickerstaffe: Why Sinuhe Ran away. In: KMT. A Modern Journal of Ancient Egypt. Band 24, Nr. 4, 2016, ISSN 1053-0827, S. 46–59.
- Martin Bommas: Sinuhes Flucht. Zu Religion und Literatur als Methode. In: Zeitschrift für Ägyptische Sprache und Altertumskunde. Band 141, ISSN 0044-216X, S. 15–23, doi:10.1515/zaes-2014-0002.
- Marcelo Campagno: Egyptian Boundaries in the Tale of Sinuhe. In: Fuzzy Boundaries: Festschrift für Antonio Loprieno. Widmaier, Hamburg 2015, ISBN 978-3-943955-60-6, S. 335–346.
- Frank Feder: Die poetische Struktur der Sinuhe-Dichtung. In: Ludwig Morenz, Stefan Schorch (Hrsg.): Was ist ein Text? Alttestamentliche, ägyptologische und altorientalische Perspektiven (= Beihefte zur Zeitschrift für die alttestamentliche Wissenschaft. Nr. 362). de Gruyter, Berlin / New York 2007, ISBN 978-3-11-018496-9.
- John L. Foster: Thought Couplets in the Tale of Sinuhe (= Münchner ägyptologische Untersuchungen. Band 3). Lang, Frankfurt am Main u. a. 1993, ISBN 3-631-46005-8.
- Kenneth A. Kitchen: Sinuhe: Scholary Method Versus Trendy Fashion. In: Bulletin of the Australian Centre for Egyptology. Nr. 7, 1996, ISSN 1035-7254, S. 55–63.
- Antonio Loprieno: Topos und Mimesis. Zum Ausländer in der ägyptischen Literatur (= Ägyptologische Abhandlungen. Band 48). Harrassowitz, Wiesbaden 1988, ISBN 3-447-02819-X.
- Gerald Moers: Fingierte Welten in der ägyptischen Literatur des 2. Jahrtausends v. Chr. Grenzüberschreitung, Reisemotiv und Fiktionalität (= Probleme der Ägyptologie. Band 19). Brill, Leiden / Boston / Köln 2001, ISBN 90-04-12125-0.
- Ludwig D. Morenz: Warum bleibt Sinuhe sich immer so gleich? Zur Problematik von Identität und Rollenkonformität in der mittelägyptischen Literatur. In: Harold M. Hays, Frank Feder, Ludwig D. Morenz (Hrsg.): Interpretations of Sinuhe. Inspired by Two Passages. Proceedings of a Workshop Held at Leiden University, 27–29 November 2009 (= Egyptologische Uitgaven. Band 27). Nederlands Instituut voor het Narbije Oosten: Leiden, 2014, ISBN 978-90-429-3122-0, S. 69–80.
- Eberhard Otto: Die Geschichten des Sinuhe und des Schiffbrüchigen als „lehrhafte Stücke“. In: Zeitschrift für Ägyptische Sprache und Altertumskunde. Nr. 93, 1966, ISSN 0044-216X, S. 100–111, doi:10.1524/zaes.1966.93.12.100.
- Georges Posener: Littérature et politique dans l'Egypte de la XIIe dynastie (= Bibliothèque de l'École des hautes études. Sciences historiques et philologiques. Band 307). H. Champion, Paris 1956, OCLC 5033978; 1969, OCLC 729699176.
- Claudia Suhr: Die ägyptische „Ich-Erzählung“. Eine narratologische Untersuchung (= Göttinger Orientforschungen. Reihe 4: Ägypten. Band 61). Harrassowitz, Wiesbaden 2016, ISBN 978-3-447-10571-2, insbesondere S. 90–113 (Dissertation, Georg-August-Universität Göttingen, 2010).

### Moderne Erzählungen
- Nagib Mahfuz: Voices from the Other World: Ancient Egyptian Tales. Englische Übersetzung von Raymond Stock. Anchor Books, New York 2003, ISBN 977-424-758-2.
- Elizabeth Peters: Der Fluch des Falken. Ullstein, Berlin 2003, ISBN 3-548-25740-2.
- J. R. R. Tolkien: Die Kinder Húrins. Klett-Cotta, Stuttgart 2007, ISBN 978-3-608-93603-2.
- Mika Waltari: Sinuhe der Ägypter. Historischer Roman (= Bastei-Lübbe-Taschenbuch. Band 15811; Allgemeine Reihe). Deutsch von Charlotte Lilius. Bastei Lübbe, Bergisch Gladbach 2008, ISBN 978-3-404-15811-9 (Originaltitel: Sinuhe egyptiläinen).
- Kathrin Brückmann: Sinuhe, Sohn der Sykomore: ein Roman aus dem alten Ägypten. K. Brückmann, Berlin 2013, ISBN 978-1-4904-6141-0.